# کرکس بوقلمونی
کرکس بوقلمونی نام نوعی کرکس از کرکس‌های جهان جدید می‌باشد که در بیشتر مناطق قاره آمریکا یافت می‌شود. این جانور در بعضی از مناطق کارائیب به عنوان کلاغ مردار نیز شناخته می‌شود. این کرکس می‌تواند از فواصل دور بوی بافت در حال تجزیه را تشخیص بدهد.